# パーティー野郎ぜ!
『パーティー野郎ぜ!』（パーティーやろうぜ）は、1985年4月2日から同年9月24日までテレビ朝日系列局で放送されていたトークを交えたバラエティ番組。朝日放送（ABCテレビ）・吉本興業の共同製作。放送時間は22:00 - 22:54。

## 番組概要
12年間続いた『プロポーズ大作戦』に代わる、大人向けのトークバラエティとして企画された番組である。
司会は桂文珍、田代まさし、中山美穂、野沢直子、バブルガム・ブラザーズが務めた。ただし、野沢は当初、別の司会者やゲスト出演者にジュースを運ぶ係をしていたため、放送第1回目から司会を担当していたわけではない。第1回目のゲストは郷ひろみで、その他にも小泉今日子、加藤茶、LOUDNESS、水野晴郎などがゲスト出演した。また、園まりが「シスター・マリ」役でレギュラー出演した。
番組タイトルロゴ名表記の色は、「パーティー野郎」と「!」が金色で、「ぜ」が銀色だった。
『ニュースステーション』の放送開始に伴い、わずか半年で終了。これ以降テレビ朝日系列の火曜22時台は現在に至るまで、バラエティ番組のレギュラー放送が行われていない。なお本枠は木曜20:00に移動し「極楽テレビ」が始まったが、すぐ打ち切りになった。

## スタッフ
- 構成：廣岡豊、海老原靖芳、萩原芳樹
- 音楽：三原綱木
- コーディネーター：有吉博
- 技術：タワーテレビ
- TD：高木敏文
- カメラ：高田博
- VE：的場達郎
- VTR：今村信男
- 照明：藤林和彦
- 音声：田野耕二
- 効果：岡田貴志
- 編集：片桐孝
- MA：秋葉恒雄
- TK：前川範子
- 美術：テレフィット（鈴鹿博、広津憲久）
- 装置：稲庭賢治
- 電飾：鳥海節夫
- 持道具：藤田元文
- メイク：森崎千鶴
- 衣裳：長嶋守路
- スタイリスト：小島リエ
- 演出補：松村裕之、吉田武司、鈴木守
- 演出：小松原登、和田隆
- プロデューサー：岡村道範・吉村誠（ABC）、木村政雄（吉本興業）
- 制作：高田佳一（ABC）
- 制作協力：FREEMAN、オフィスコス
- 制作著作：朝日放送、吉本興業